# Andrea Porta
Andrea Porta (Milan, 1656 – Milan, 5 avril 1723) est un peintre italien de la période du baroque, suiveur du Legnanino.

## Biographie
Andrea Porta est un portraitiste milanais ; il a été surtout actif à Milan où il s'est formé au contact du courant baroque du Settecento.
Il a peint des sujets à thèmes religieux.
Il est enterré dans l'église San Giovanni in Era de Milan, dont il a peint le chœur à fresque.
Andrea Porta est le père de Ferdinando Porta, peintre baroque tardif du settecento.

## Œuvres
- Retables, dôme de Monza,
- Carlo comunica gli appestati, église Sainte-Marie au paradis,
- San Giovanni Battista indica alla gente il Messia (1708), église San Pietro, Melegnano,
- Fresques, chœur, église San Giovanni in Era, Milan

## Sources
- (it) Cet article est partiellement ou en totalité issu de l’article de Wikipédia en italien intitulé « Andrea Porta » (voir la liste des auteurs).